# Triaspis devinensis
Triaspis devinensis är en stekelart som beskrevs av Snoflak 1953. Triaspis devinensis ingår i släktet Triaspis och familjen bracksteklar. Inga underarter finns listade i Catalogue of Life.